# William Russell (patolog)
William Russell (ur. 1852 w Douglas na Wyspie Man, zm. 1940) – szkocki lekarz i patolog

## Życie i praca naukowa
Jego ojciec był oficerem rybołówstwa. Obie strony rodziny pochodziły ze Szkockich Highlands.
Przyjechał do Edynburga aby uczyć się w szkole medycznej i uzyskał dyplom w 1876 roku. Po ukończeniu studiów Russel został lekarzem domowym i patologiem w szpitalu w Wolverhampton (General Hospital in Wolverhampton), później jako opiekun naukowy i patolog w Royal Infirmary in Edinburgh, gdzie pozostał do końca życia. Pracował tam też jako wykładowca patologii, a w 1913 jako pierwszy został mianowany prezesem Moncrieff-Arnott, pozycję utrzymał aż do odejścia na emeryturę w 1919.
Był pierwszym redaktorem pisma Scottish Medical and Surgical Journal i jednym z najbardziej wysoce szacowanych nauczycieli klinicznych swoich czasów, kiedy Akademia Medyczna w Edynburgu zatrudniała wybitnych klinicystów, takich jak np. Byrom Bramwell.
Wczesne badania Russela koncentrowały się na komórkach rakowych i zaburzeniach krążenia.
Russel był też współtwórcą wraz z George'em Alexandrem Gibsonem Encyclopaedia of Medicine i Gibson’s Text-book of medicine.

## Prace
- Investigations into some morbid cardiac conditions – Londyn (1886)
- Physical diagnosis – Londyn (1890)
- Physical diagnosis(wspólnie z George'em Alexandrem Gibsonem) – Edynburg i Londyn (1902)
- Arterial hypertonus, sclerosis and blood pressure – Edynburg i Londyn (1907)
- The sphygmometer – Edynburg i Londyn (1921)
- The stomach and abdomen from the physician’s standpoint – Edynburg i Londyn (1921)